# Michiya Mihashi
Michiya Mihashi (jap. 三橋 美智也 Mihashi Michiya; ur. 10 listopada 1930, zm. 8 stycznia 1996) – japoński piosenkarz.